# Matsu-Inseln
Die Matsu-Inseln (chinesisch 馬祖列島 / 马祖列岛, Pinyin Mǎzǔ Lièdǎo, W.-G. Ma³-tsu³ Lieh⁴-tao³, Zhuyin ㄇㄚˇ ㄗㄨˇ ㄌㄧㄝˋ ㄉㄠˇ, Min Dong Mā-cū Liĕk-dō̤) sind eine kleine Inselgruppe aus 19 Inseln in der Taiwan-Straße vor der Küste der chinesischen Provinz Fujian, zu der sie historisch auch gehören. Sie werden von der Republik China auf Taiwan verwaltet und bilden dort den Landkreis Lienchiang (連江縣) mit Sitz in Nangan. Die Inseln haben eine Gesamtfläche von 29,6 km², die Einwohnerzahl betrug im September 2024 13.975 Menschen.

## Name
Die Inseln sind nach der chinesischen Muttergottheit Matsu (媽祖 Mǎzǔ) benannt, einer unter Küstenbewohnern, Seeleuten und Fischern sehr beliebten Gottheit.

## Administration
(siehe auch: Taiwan-Konflikt)
Die Matsu-Inseln unterstehen ebenso wie der Landkreis Kinmen (Inselgruppen Kinmen und Wuqiu) seit dem Ende des Chinesischen Bürgerkriegs der in Jincheng (Kinmen) ansässigen Provinzverwaltung von Fujian, Republik China. Diese drei Inselgruppen sowie die Dongsha-Inseln und einige der Nansha-Inseln (darunter v. a. Taiping Dao) sind der einzige Teil des von der Republik China kontrollierten Gebietes, der nicht zur Provinz Taiwan oder zu einer der sechs regierungsunmittelbaren Städte auf der Insel Taiwan gehört.
Aus Sicht der Volksrepublik China ist die Inselgruppe administrativ die Gemeinde Mazu im Kreis Lianjiang, der zur bezirksfreien Stadt Fuzhou gehört. Mazu hat die Postleitzahl 350122206 der kontinentalchinesischen Post.
In der Vergangenheit war der Konflikt zwischen Volksrepublik und Republik China wiederholt mit militärischen Mitteln und Drohgebärden ausgetragen worden. Genauso wie das ebenfalls nahe der Küste Fujians liegende Kinmen waren die Matsu-Inseln in der Vergangenheit stark von Militärpräsenz geprägt. Die seit Juli 1956 geltende Militärverwaltung der Inseln wurde erst am 7. November 1992 aufgehoben.

## Gemeinden
Der von der Republik China verwaltete Teil des Landkreises Lienchang ist in vier Landgemeinden (鄉,  Xiāng) gegliedert, die wiederum aus mehreren Inseln (島,  dǎo, oder 嶼,  yǔ), Riffen und Dörfern bestehen.

Landkreis Lienchang (連江縣)

| Name             | Langzeichen | Kurzzeichen | Pinyin        | {\displaystyle A} [km²] | Einw. |
| ---------------- | ----------- | ----------- | ------------- | ----------------------- | ----- |
| Gemeinde Nangan  | 南竿鄉      | 南竿乡      | Nángān Xiāng  | 10,6450                 | 7636  |
| Nangan-Insel     | 南竿島      | 南竿岛      | Nángān Dǎo    | 10,4332                 | –     |
| Huangguan-Insel  | 黃官嶼      | 黄官屿      | Huángguān Yǔ  | 00,1917                 | –     |
| Liuquan-Riff     | 劉泉礁      | 刘泉礁      | Liúquán Jiāo  | 00,0142                 | –     |
| Beiquan-Riff     | 北泉礁      | 北泉礁      | Běiquán Jiāo  | 00,0041                 | –     |
| Xiejiao-Riff     | 鞋礁        | 鞋礁        | Xié Jiāo      | 00,0018                 | –     |
| Gemeinde Beigan  | 北竿鄉      | 北竿乡      | Běigān Xiāng  | 08,9424                 | 2840  |
| Beigan-Insel     | 北竿島      | 北竿岛      | Běigān Dǎo    | 06,4363                 | –     |
| Daqin            | 大坵        | 大丘        | Dàqiū         | 00,5373                 | –     |
| Xiaoqiu          | 小丘        | 小丘        | Xiǎoqiū       | 00,1604                 | –     |
| Gaodeng          | 高登        | 高登        | Gāodēng       | 01,3907                 | –     |
| Wuming-Insel     | 無名島      | 无名岛      | Wúmíng Dǎo    | 00,0774                 | –     |
| Qiaotou          | 峭頭        | 峭头        | Qiàotóu       | 00,0364                 | –     |
| Jinyu            | 進嶼        | 進屿        | Jìn Yǔ        | 00,0311                 | –     |
| Sanlianyu        | 三連嶼      | 三连屿      | Sānlián Yǔ    | 00,0254                 | –     |
| Guiyu            | 龜嶼        | 龟屿        | Guī Yǔ        | 00,0034                 | –     |
| Bangshan         | 蚌山        | 蚌山        | Bèngshān      | 00,0594                 | –     |
| Luoshan          | 螺山        | 螺山        | Luóshān       | 00,0488                 | –     |
| Tiejiandao       | 鐵尖島      | 铁尖岛      | Tiějiān Dǎo   | 00,0098                 | –     |
| Queshi           | 鵲石        | 鹊石        | Quèshí        | 00,0083                 | –     |
| Hali             | 蛤蜊        | 蛤蜊        | Hálí          | 00,0780                 | –     |
| Zhongdao         | 中島        | 中岛        | Zhōng Dǎo     | 00,0193                 | –     |
| Baimiao          | 白廟        | 白庙        | Báimiào       | 00,0188                 | –     |
| Laoshu           | 老鼠        | 老鼠        | Lǎoshǔ        | 00,0016                 | –     |
| Gemeinde Juguang | 莒光鄉      | 莒光乡      | Jǔguāng Xiāng | 05,2587                 | 1492  |
| Dongju-Insel     | 東莒島      | 东莒岛      | Dōngjǔ Dǎo    | 02,6391                 | –     |
| Xiju-Insel       | 西莒島      | 西莒岛      | Xījǔ Dǎo      | 02,3651                 | –     |
| Xiniu-Insel      | 犀牛嶼      | 犀牛屿      | Xīniú Yǔ      | 00,0779                 | –     |
| Dayu-Insel       | 大嶼        | 大屿        | Dà Yǔ         | 00,0113                 | –     |
| Lin'ao           | 林坳        | 林坳        | Línào         | 00,1314                 | –     |
| Sheshan          | 蛇山        | 蛇山        | Shéshān       | 00,0315                 | –     |
| Yongliu-Insel    | 永留嶼      | 永留屿      | Yǒngliú Yǔ    | 00,0024                 | –     |
| Gemeinde Dongyin | 東引鄉      | 东引乡      | Dōngyǐn Xiāng | 04,7594                 | 1452  |
| Dongyin-Insel    | 東引島      | 东引岛      | Dōngyǐn Dǎo   | 03,2193                 | –     |
| Xiyin-Insel      | 西引島      | 西引岛      | Xīyǐn Dǎo     | 01,1250                 | –     |
| Liangdao-Insel   | 亮島        | 亮岛        | Liàng Dǎo     | 00,3575                 | –     |
| Langyan          | 浪岩        | 浪岩        | Làngyán       | 00,0020                 | –     |
| Nanyin           | 南引        | 南引        | Nányǐn        | 00,0458                 | –     |
| Shuangzi-Riff    | 雙子礁      | 双子礁      | Shuāngzǐ Jiāo | 00,0095                 | –     |
| Beigu-Riff       | 北固礁      | 北固礁      | Běigù Jiāo    | 00,0002                 | –     |

## Bevölkerung
Etwa 75 % der Bevölkerung haben ihre familiären Wurzeln auf dem Festland in der heutigen kreisfreien Stadt Changle und weitere 15 % im Kreis Lianjiang (beide in der heute zur Volksrepublik China gehörenden Provinz Fujian). Die auf den Matsu-Inseln gesprochene Sprache ist daher hauptsächlich Min Dong (östliches Min), während auf der Insel Taiwan, Penghu, und Kinmen überwiegend Min Nan (südliches Min) gesprochen wird.

## Verkehrsverbindungen
Auf den Matsu-Inseln gibt es zwei Inlandsflughäfen auf den Inseln Nangan (Flughafen Matsu Nangan) und Beigan (Flughafen Matsu Beigan), von denen aus Linienflugverbindungen zur Insel Taiwan bestehen. Eine regelmäßige Fährverbindung besteht zwischen Keelung auf Taiwan und den Matsu-Inseln Nangang und Dongyin. Ebenfalls per Fähre zu erreichen sind Mawei (von Nangang) und Huangqi (von Beigang) auf dem chinesischen Festland. Die Matsu-Inseln untereinander sind durch Fähren verbunden. Vom Flughafen Matsu Nangan gibt es darüber hinaus in der Zeit zwischen Oktober und März jeden Jahres eine tägliche Hubschrauberverbindung zu den Inseln Juguang und Dongyin.

## Konflikte mit der Volksrepublik China in neuerer Zeit

### Illegaler Sandaushub
Der illegale Sandaushub durch festlandchinesische Sandbaggerschiffe, zum Teil ohne Schiffskennung, an den Küsten der Nagan-Inseln ist in den letzten Jahren zu einem Problem geworden. Die Bewohner Nangans beklagen den stetig gesunkenen Fischbestand in den Küstengewässern aufgrund des „Sandraubs“ in den letzten Jahren. Die taiwanische Küstenwache registrierte 2020 etwa viermal so viele Grenzverletzungen in den Küstengewässern wie ein Jahr zuvor. An manchen Tagen waren neun Schiffe der taiwanischen Küstenwache mit bis zu zweihundert Sandaushaubschiffen konfrontiert. Ertappte Sanddiebe mussten den Sand an den Küsten der Insel wieder entladen. Das illegale Eindringen ins Hoheitsgewässer der Matsu-Inseln schürt Ängste bei den Inselbewohnern.

### Störungen der Internetverbindungen
Die Matsu-Inseln sind durch zwei Unterseekabel über die Insel Taiwan ans Internet angebunden; eines mit zwei Strängen verbindet Dongyin mit Tamsui in Neu-Taipeh, das andere Nangan mit Taoyuan. Ein drittes Kabel soll 2025 in Betrieb gehen. Seit 2018 ereigneten sich 27 Fälle (Stand Februar 2025) von Beschädigungen der beiden Kabel. Infolgedessen kam es auf den Inseln zu kurzfristigen Störungen der Internetanbindung; zum Teil waren diese komplett unterbrochen. Es blieb unklar, ob die Beschädigungen absichtlich herbeigeführt worden waren. Von taiwanischer Seite wurden zwei chinesische Schiffe verantwortlich gemacht, ein Fischerboot und ein Frachtschiff, und die Störungen als Teil der „Politik der Nadelstiche“ interpretiert, mit der Peking Taiwan gefügig machen wolle. Der Aufbau einer weniger verwundbaren satellitengestützten Internet-Infrastruktur wurde angemahnt.